# Molophilus (Molophilus) ariel
Molophilus (Molophilus) ariel is een tweevleugelige uit de familie steltmuggen (Limoniidae). De soort komt voor in het Palearctisch gebied.